# Tryhirja
Tryhirja (ukrainisch Тригір'я; russisch Тригорье Trigorje) ist ein Dorf im Süden der ukrainischen Oblast Schytomyr mit etwa 170 Einwohnern (2001).

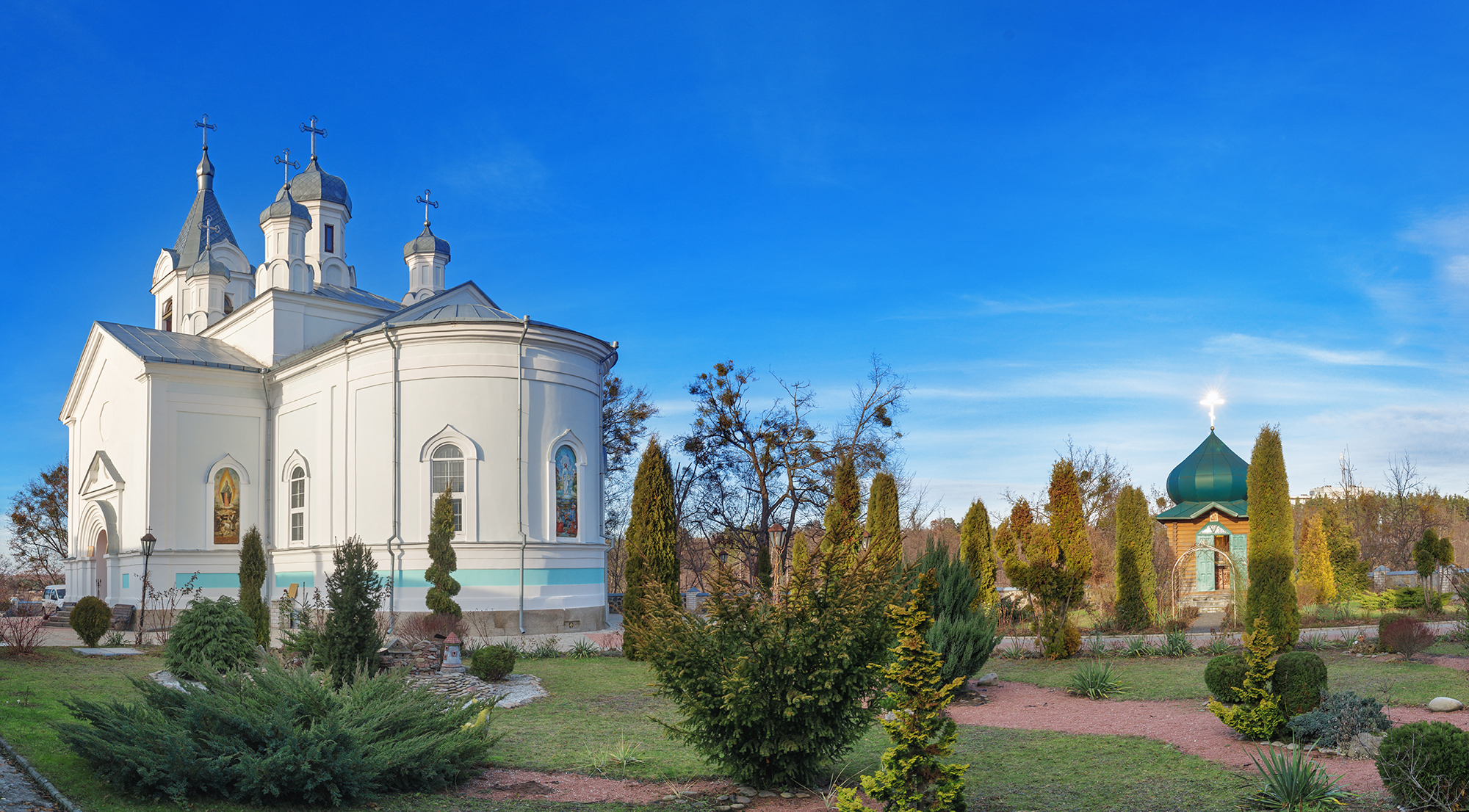
Verklärungskathedrale des Christi-Himmelfahrts-Klosters

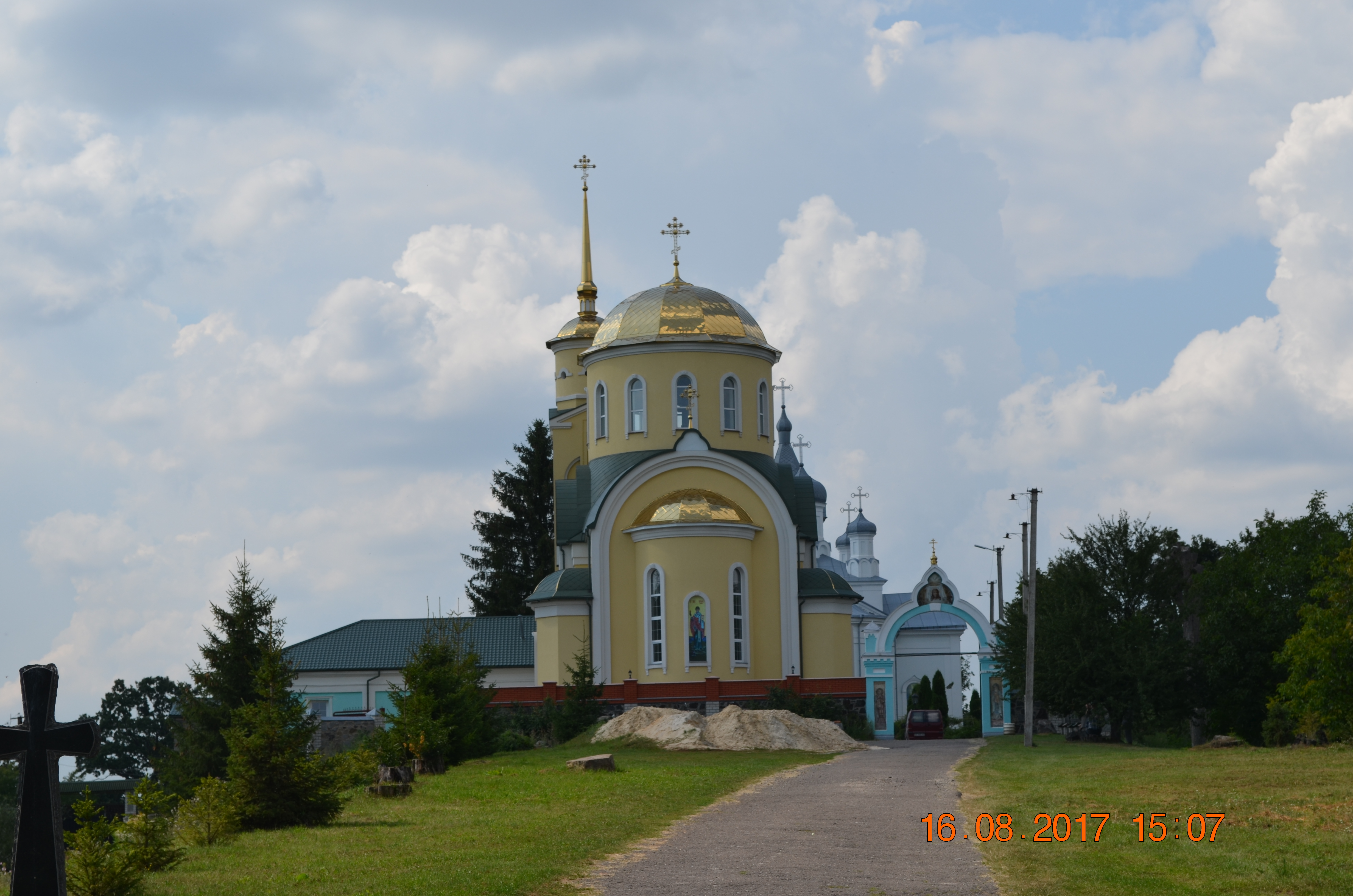
Christi-Himmelfahrt-Kloster in Tryhirja

Das Dorf liegt auf einer Höhe von 231 m am rechten Ufer des Teteriw, einem 365 km langen, rechten Nebenfluss des Dnepr, 8 km westlich vom Rajon- und Oblastzentrum Schytomyr. Nördlich von Tryhirja verläuft die Fernstraße N 03.
Am Ufer des Teteriw befindet sich das im 16. Jahrhundert gegründete Kloster der Verklärung des Heiligen Geistes (offizieller Name: Kloster der Heiligen Verklärung der Diözese Schytomyr der Ukrainischen Orthodoxen Kirche).
Am 7. August 2015 wurde das Dorf ein Teil der Landgemeinde Teteriwka, bis dahin war es ein Teil der Landratsgemeinde Buky im Westen des Rajons Schytomyr.